# Гомбе
Гомбе е един от 36-те щата на Нигерия. Площта му е 16 639 квадратни километра, а населението – 3 257 000 души (по проекция за март 2016 г.). Създаден е на 1 октомври 1991 г. Щатът е разделен допълнително на 11 местни правителствени зони. Намира се в часова зона UCT+1.
Гомбе е многоетнически щат, в който живеят над 200 племена – най-големите са фулани, тера, болеуа, канури, хауса, догота и мулауане. Щатът е известен с развъдниците си за риба и места за отдих по многобройните реки и езера. Тук се намират едни от най-известните курорти на Нигерия.